# Museo de la Historia Urbana de Avilés
El Museo de la Historia Urbana de Avilés (en asturiano, Muséu de la Hestoria Urbana d'Avilés), situado en el conjunto histórico-artístico de la ciudad, es el primer espacio de carácter público sobre la historia de Avilés, Asturias. El equipamiento está diseñado especialmente para contextualizar la cronología de sucesos que han marcado el desarrollo de la villa en distintas épocas, poniendo especial énfasis en el período comprendido entre la obtención del fuero por parte del rey Alfonso VI en el año 1085 y la actualidad.
Cuenta con una superficie para exposiciones de aproximadamente 1000 m² divididos en tres plantas, en las que la ría tiene un papel fundamental haciendo de eje vertebrador de la muestra.

### Tercera Planta
En este espacio se explica la historia completa desde la obtención del fuero de la ciudad para servir de introducción a la visita. Aquí se encuentran los objetos encontrados durante varias excavaciones arqueológicas realizadas a mediados del siglo XX además de un mirador que permite la observación de la zona vieja de la ciudad, con una panorámica del edificio más antiguo conservado datado del siglo XII conocido actualmente como la  Iglesia de los Padres Franciscanos y la construcción más moderna, el Centro Cultural Internacional Oscar Niemeyer situado junto a la ría.

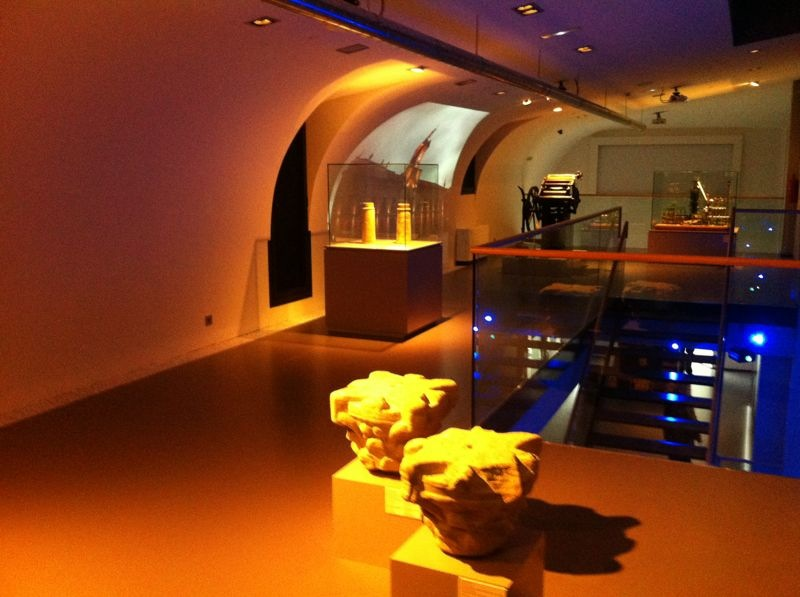
Vista general de la tercera planta del Museo.

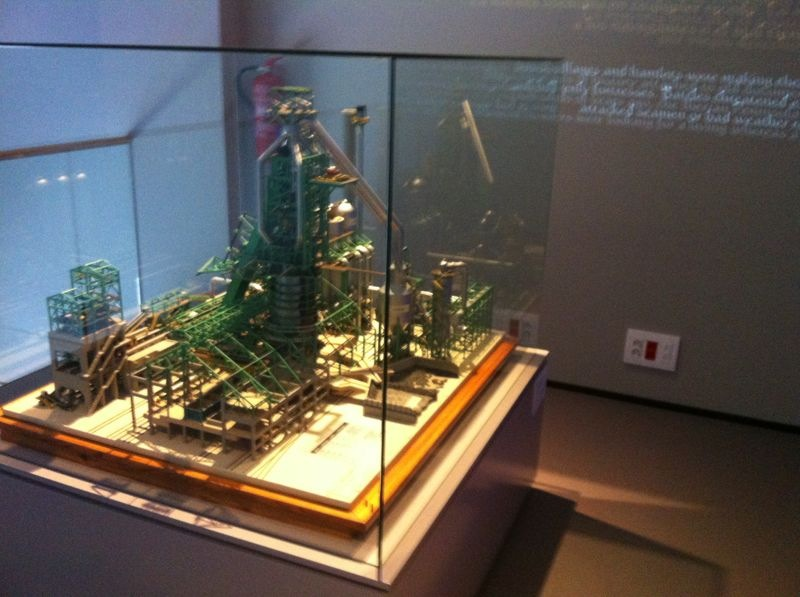
Maqueta de un horno alto de ENSIDESA.

### Segunda planta
La sala cuenta el pasado medieval de la ciudad, cuando era el puerto de Oviedo. En ese período hubo un rápido crecimiento motivado por la actividad comercial que convirtió a la villa en la segunda ciudad asturiana de aquel tiempo; hay también espacio para otros de los aspectos más interesantes de esta era, entre los que destacan el fuero de Avilés, los alfolíes de la sal y la muralla Medieval.
Además, se encuentra aquí la exposición sobre la historia moderna; durante la cual la incipiente nobleza comenzó a traspasar los límites de la muralla para construir sus palacios, entre los que destacan por su riqueza arquitectónica el palacio de Llano Ponte y el palacio de Ferrera. También fue en esta época cuando surgieron algunos de los personajes más ilustres de Avilés, como Juan Carreño de Miranda o Pedro Menéndez de Avilés.

### Primera planta
En esta exposición el puerto vuelve a tener una gran relevancia, ya que es el protagonista del gran desarrollo urbano experimentado por la ciudad durante el siglo XIX por el comercio de bienes con América. Este auge económico produjo la llegada de muchos avances, como el ferrocarril, la imprenta y un cada vez más pujante turismo.
Se habla además del siglo XX durante el cual también se experimentó otro gran crecimiento, pero esta vez motivado con la instalación de Ensidesa en 1950. Aparte podremos encontrar información sobre diversos temas, como pueden ser exposiciones sobre el auge urbanístico que tuvo lugar después de la instalación de la siderurgia en la comarca hasta las emigraciones masivas que tenían lugar en aquellos tiempos atrayendo a Asturias a multitud de emigrantes andaluces o extremeños.[cita requerida]

### Antigua Escuela de Cerámica
Este conjunto de salas conectadas al museo albergan exposiciones de carácter temporal y una permanente que consta de las maquetas originales y los planos que se utilizaron durante la construcción de Ensidesa, además de una galería de fotografías que explican el levantamiento del complejo paso a paso.

#### Exposiciones
El museo cuenta con una sala específica para exposiciones temporales.
La primera exposición del museo fue la muestra de fotografías "Avilés de 1979 -1989. Transición: transformación". A lo que han seguido, de manera regular, diferentes exposiciones históricas.

## Datos de Interés
El museo está planteado como inicio de la visita a la ciudad de Avilés, permitiendo así comprender la idea de que la totalidad de la villa en sí misma es en realidad el verdadero espacio museístico. Además, tiene una serie de aplicaciones multimedia que permiten conocer todos los datos necesarios con explicaciones adaptadas en Castellano, Asturiano, Inglés y Braile pudiendo visitar los elementos más emblemáticos de manera virtual.